# Aktive Platte

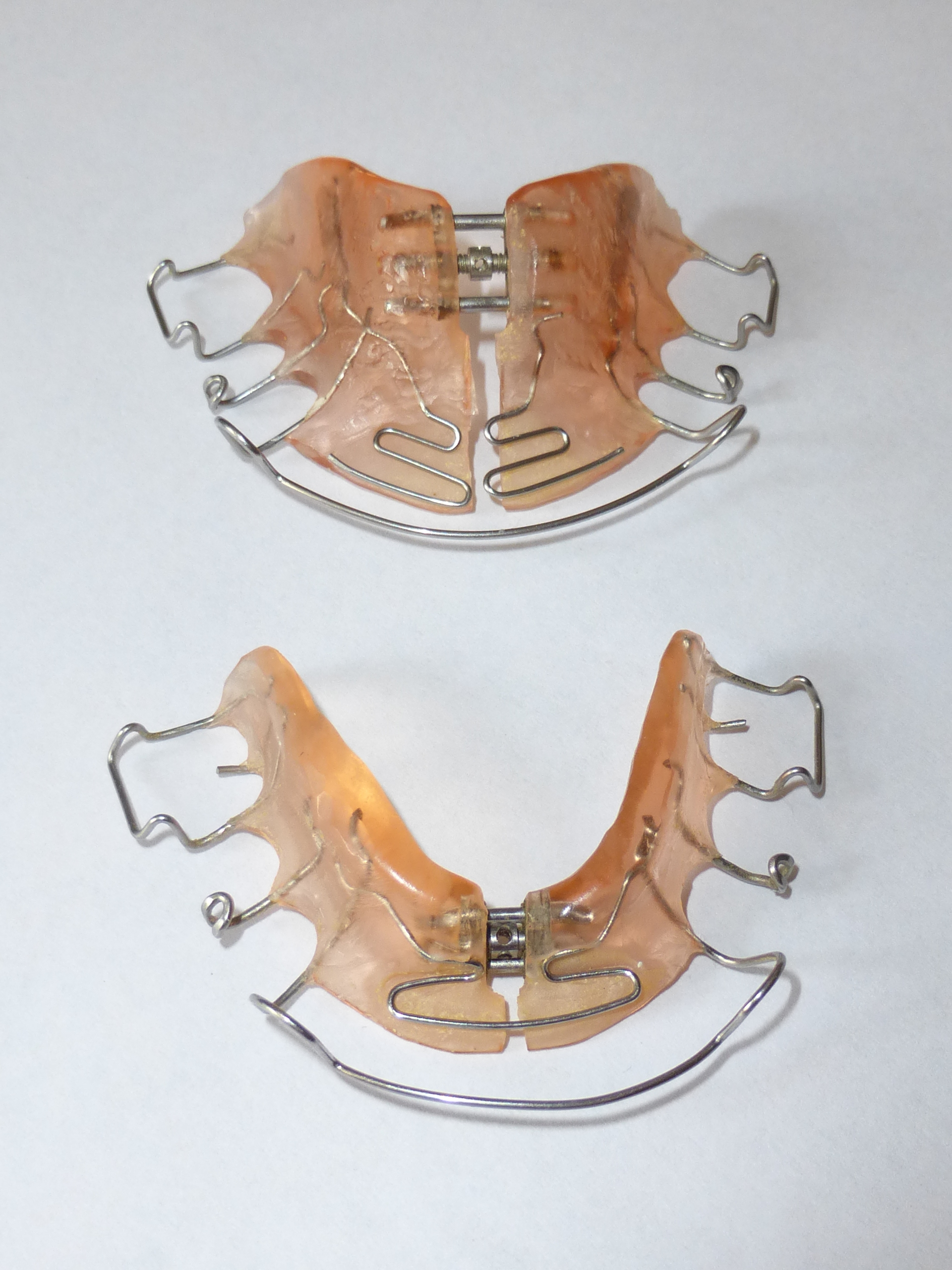
Aktive Platten für Oberkiefer (hinten) und Unterkiefer (vorne), 1980er Jahre

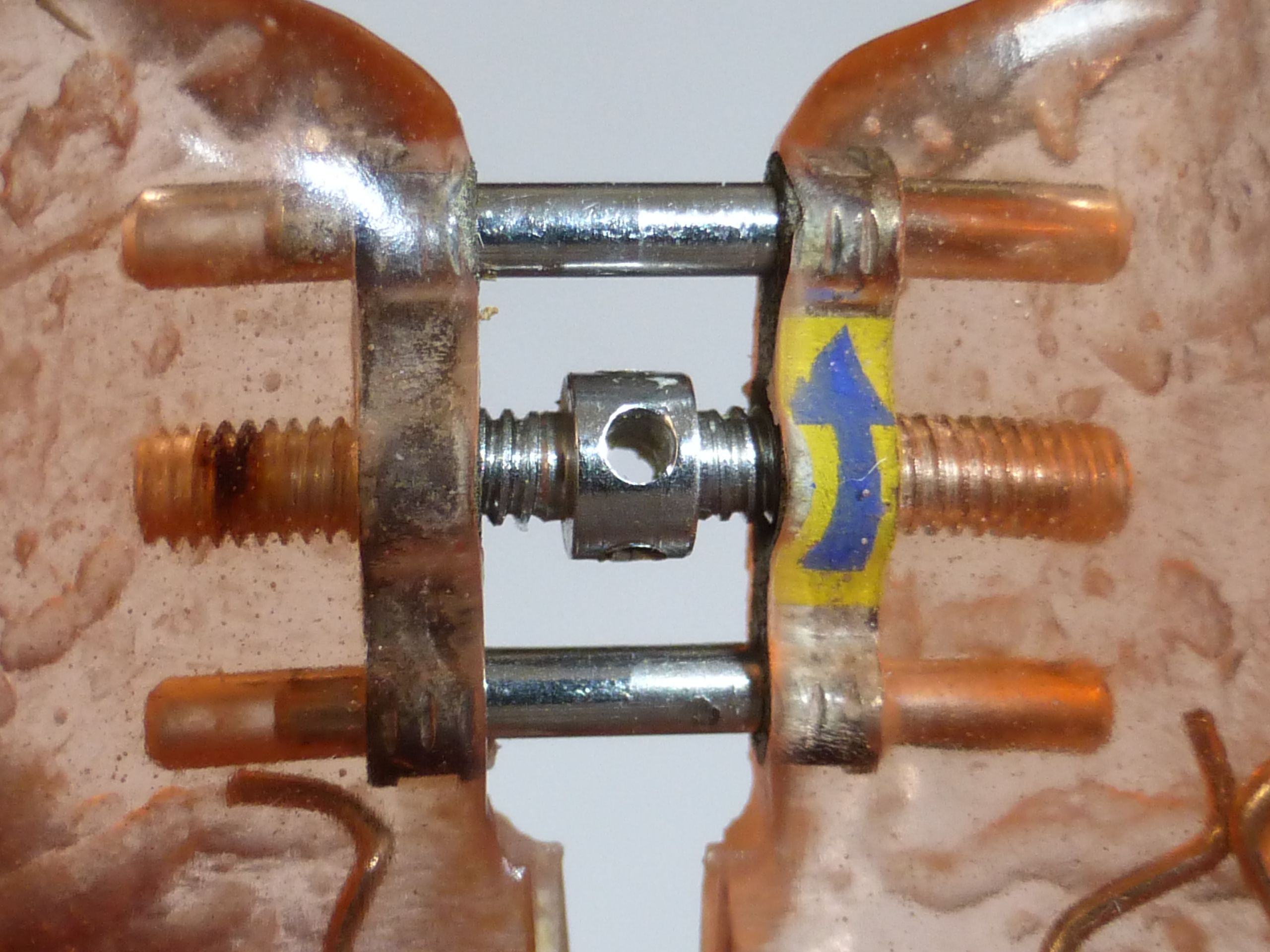
Verstelleinrichtung einer aktiven Platte

Aktive Platten sind individuell angefertigte, herausnehmbare Zahnspangen, die es als Oberkiefer- und als Unterkiefer-Platte gibt. Aktiv bedeutet hierbei, dass sie Kräfte ausüben, in Abgrenzung zu passiven Platten, die zur Retention dienen. Als solche können sie jedoch weiterverwendet werden, wenn sie das Behandlungsziel erreicht haben und nicht weiter verstellt (aktiviert) werden.
Aktive Platten haben einen starren Körper, der dem von Zahnprothesen äußerlich ähnelt, aber oft bunt ist und aus Plexiglas (PMMA) besteht, seltener aus tiefgezogenen Thermoplasten. Daran befinden sich Halteelemente und aktive Elemente. Der Plattenkörper reicht in die Zahnzwischenräume, wodurch eine gute Verankerung für Zahnbewegungen gegeben ist, und bedeckt im Oberkiefer häufig den Gaumen. Als Halteelemente dienende Dreiecksklammern können auch aktiviert werden, wofür die Zielposition des Zahnes durch Ausschleifen des Plastiks freizugeben ist.
Die aktiven Elemente können Federn, Schrauben oder elastische Anteile (Regulierungssilikon) sein. Dabei gibt es miniaturisierte Einzelzahnschrauben, Sektorenschrauben und andererseits größere Schrauben, die die Breite oder Länge der gesamten Platte verstellbar machen.

## Geschichte
Basierend auf Materialien und Erfahrungen der Zahnprothetik, wurden aktive Platten von Charles F. Nord als Mittel zur kostengünstigen Volks-Kieferorthopädie entwickelt. Nach 1930 wurden von A. M. Schwarz und Mitarbeitern viele Varianten entwickelt und verschiedene Schraub-Elemente konstruiert, die die Patienten nach Anleitung selbst nachstellen können.
Bis etwa 1980 waren aktive Platten zusammen mit Aktivatoren im deutschsprachigen Raum die vorherrschenden Mittel zur kieferorthopädischen Behandlung in der Wachstumsphase. Dieses Vorgehen war relativ kostengünstig.

## Anwendung und Wirkung
Aktive Platten haben ihre Stärke in der Wechselgebissphase, bei Kreuzbissen aber auch schon im Milchgebiss, wo meist eine kurze Anwendung über wenige Monate ausreicht.
Sie können durch Korrektur sagittaler (längs), transversaler (quer) und begrenzt auch vertikaler Anomalien die nötige Zahnbogenkongruenz erzielen und wachsende Zähne einordnen.
Aktive Platten korrigieren nicht so exakt wie Korrekturschienen oder die verbreiteten festen Bracket-Apparaturen, sondern lassen den Zähnen mehr Freiheit, ihre stabil verzahnten Positionen individuell zu finden. Dadurch ist die Rezidivneigung bei dieser Methode, sofern sie rechtzeitig angewendet wird, geringer.
Bei ihrer Konstruktion und Anpassung sind störend überstehende Anteile zu vermeiden. Beschädigte aktive Platten lassen sich oft reparieren. Aber ebenso wenig wie mit anderen Zahnspangen darf hiermit der Fehler gemacht werden, Längs-Platzdefizite durch mehr Breite oder Breiten-Defizite in Längsrichtung (sagittal) ausgleichen zu wollen.